# ناينتولوغي U9Z1+ (موبايل)
ناينتولوغي U9Z1+ (بالإنجليزية: Ninetology U9Z1+)‏ هو هاتف ذكي يعمل بنظام أندرويد، تم طرحه في الأسواق في 30 يوليو 2013.

## الخصائص
- نظام التشغيل: أندرويد
- الكاميرا الأمامية: 5 ميجابكسل
- الكاميرا الخلفية: 13 ميجابكسل
- الشاشة: شاشة لمس 1280×720
- الوزن: 191 غرام
- المعالج: 1.2 جيجا هرتز
- الذاكرة: 1 جيجابايت رام
- التخزين: 16 جيجابايت